# ジェシカ・タック
ジェシカ・タック（Jessica Tuck、1963年2月19日 - ）は、アメリカ合衆国の女優。
ニューヨーク出身。イェール大学で心理学を学び、1986年に卒業。1988年にテレビドラマ『ワン・ライフ・トゥ・リヴ』でデビュー、主にテレビドラマを中心に出演、『トゥルーブラッド』の米ヴァンパイア連盟のスポークスマン、ナン・フラナガン役などで知られる。

## 主な出演作品

### 映画
- ライフポッド Lifepod (1993) テレビ映画
- ライジング・サン Rising Sun (1993)
- 新ナーズの復讐 Revenge of the Nerds IV: Nerds in Love (1994) テレビ映画
- O・J・シンプソン事件 The O.J. Simpson Story (1995) テレビ映画
- バットマン フォーエヴァー Batman Forever (1995)
- ブレイブ・リトルトースター/レスキュー大作戦! The Brave Little Toaster to the Rescue (1997) ビデオ映画、声の出演
- 悪魔の依頼人 The Advocate's Devil (1997) テレビ映画
- 乱気流/エアクラッシュ A Wing and a Prayer (1998) テレビ映画
- ブレイブ・リトル・トースター 火星へ行こう The Brave Little Toaster Goes to Mars (1998) ビデオ映画、声の出演
- スーパーツインズ パパの恋人募集中! Billboard Dad (1998) ビデオ映画
- セクレタリー Secretary (2002)
- ミセス・ハリスの犯罪 Mrs. Harris (2005) テレビ映画
- 団塊ボーイズ Wild Hogs (2007)
- ハイスクール・ミュージカル2 High School Musical 2 (2007)
- ハイスクール・ミュージカル/ザ・ムービー High School Musical 3: Senior Year (2008)
- 正義のゆくえ I.C.E.特別捜査官 Crossing Over (2009) クレジットなし
- シャーペイのファビュラス・アドベンチャー Sharpay's Fabulous Adventure (2011) ビデオ映画
- SUPER8/スーパーエイト Super 8 (2011)
- デリシャス・ラブ 恋の駆け引き Diagnosis Delicious (2016) テレビ映画
- スモールフット Smallfoot (2018) アニメ映画、声の出演（追加録音）

### テレビドラマ
- ワン・ライフ・トゥ・リヴ One Life to Live (1988-2012)
- ジャクリーン/ケネディが愛した女 A Woman Named Jackie (1991) ミニシリーズ
- ハット・スクワッド 帽子の騎士たち The Hat Squad (1992)
- ピケット・フェンス Picket Fences (1992)
- ジェシカおばさんの事件簿 Murder, She Wrote (1992)
- 新スーパーマン Lois & Clark: The New Adventures of Superman (1993)
- ブリスコ・カウンティJr./秘球の伝説 The Adventures Of Brisco County Jr. (1993)
- Dr.マーク・スローン Diagnosis: Murder (1994)
- シークレット・アイズ〜華麗なる作戦 Fortune Hunter (1994-1996)
- となりのサインフェルド Seinfeld (1995)
- マーダー・ワン Murder One (1995-1996)
- NYPDブルー NYPD Blue (1996)
- サンフランシスコの空の下 Party of Five (1997)
- ER緊急救命室 ER (1998)
- ミレニアム Millennium (1999)
- 新アウターリミッツ The Outer Limits (2000)
- ダナ&ルー リッテンハウス女性クリニック Strong Medicine (2004)
- エバーウッド 遥かなるコロラド Everwood (2005)
- CSI:科学捜査班 CSI: Crime Scene Investigation (2006)
- グレイズ・アナトミー 恋の解剖学 Grey's Anatomy (2006)
- クリミナル・マインド FBI行動分析課 Criminal Minds (2006)
- ボストン・リーガル Boston Legal (2007)
- ホームタウン 〜僕らの再会〜 October Road (2007)
- 女捜査官グレイス 〜 天使の保護観察中 Saving Grace (2007-2010)
- Rules of Engagement (2008)
- トゥルーブラッド True Blood (2008-2014)
- ビッグ・ラブ Big Love (2009)
- ゴースト 〜天国からのささやき Ghost Whisperer (2009)
- コールドケース 迷宮事件簿 Cold Case (2009)
- フラッシュフォワード Flashforward (2009-2010)
- ザ・プロテクター/狙われる証人たち In Plain Sight (2010)
- ライ・トゥ・ミー 嘘は真実を語る Lie to Me (2010)
- デイズ・オブ・アワ・ライブス Days of Our Lives (2010)
- ディフェンダーズ 闘う弁護士 The Defenders (2010)
- MOACA/も～アカンな男たち Men of a Certain Age (2010)
- クリミナル・マインド FBI行動分析課 Criminal Minds: Suspect Behavior (2011)
- ボディ・オブ・プルーフ 死体の証言 Body of Proof (2011)
- キャッスル 〜ミステリー作家は事件がお好き Castle (2011)
- プライベート・プラクティス 迷えるオトナたち Private Practice (2011)
- BONES -骨は語る- Bones (2012)
- ブレイクアウト・キング Breakout Kings (2012)
- GRIMM/グリム Grimm (2012)
- スイッチ 〜運命のいたずら〜 Switched at Birth (2013)
- リベンジ Revenge (2013)
- リゾーリ&アイルズ ヒロインたちの捜査線 Rizzoli & Isles (2013)
- ねじれた疑惑 Twisted (2013-2014)
- 私はラブ・リーガル Drop Dead Diva (2014)
- ハート・オブ・ディクシー ドクターハートの診療日記 Hart of Dixie (2013-2014)
- スキャンダル 託された秘密 Scandal (2014)
- STALKER : ストーカー犯罪特捜班 Stalker (2014)
- SCORPION/スコーピオン Scorpion (2014)
- 見えない訪問者 〜ザ・ウィスパーズ〜 The Whispers (2015) クレジットなし
- ハンド・オブ・ゴッド Hand of God (2015)
- CSI:サイバー CSI: Cyber (2015)
- NCIS: ニューオーリンズ NCIS: New Orleans (2015)
- ナイトシフト 真夜中の救命医 The Night Shift (2016)
- Major Crimes 〜重大犯罪課 Major Crimes (2016)
- スノーフォール Snowfall (2017)
- ジェネラル・ホスピタル General Hospital (2017-2019)
- ハイ・ライフ Disjointed (2018)
- サバイバー: 宿命の大統領 Designated Survivor (2018)
- SUITS/スーツ Suits (2018)
- リーサル・ウェポン Lethal Weapon (2019)
- ブラッキッシュ Black·ish (2019)
- アップロード 〜デジタルなあの世へようこそ〜 Upload (2020)
- レジデント 型破りな天才研修医 The Resident (2020)
- リトル・ファイアー〜彼女たちの秘密 Little Fires Everywhere (2020) ミニシリーズ
- NCIS 〜ネイビー犯罪捜査班 NCIS: Naval Criminal Investigative Service (2020)
- 9-1-1: LA救命最前線 9-1-1 (2020)
- ロー&オーダー Law & Order (2022)
- フォー・オール・マンカインド For All Mankind (2022-2024)
- シカゴ・メッド Chicago Med (2023)
- LAW & ORDER:性犯罪特捜班 Law & Order: Special Victims Unit (2024)